# Route nationale 483
Pour les articles homonymes, voir Route 483.
La Route nationale 483 ou RN 483 était une route nationale française reliant la RN 6 à la RN 83 sur l'agglomération de Lyon. Elle a été déclassée en 2006. 
Mais, avant les déclassements de 1972, elle reliait Montagny-lès-Buxy à La Fourche, sur la commune de Vendenesse-lès-Charolles.
À la suite de la réforme de 1972, elle a été déclassée en RD 983.

## Ancien tracé de Montagny-lès-Buxy à La Fourche (D 983)
- Montagny-lès-Buxy (km 0)
- Germagny (km 8)
- Joncy (km 16)
- Saint-Marcelin-de-Cray (km 23)
- Chevagny-sur-Guye (km 26)
- Saint-Martin-de-Salencey (km 28)
- Saint-Bonnet-de-Joux (km 34)
- Vendenesse-lès-Charolles, au lieu-dit La Fourche, où elle rejoignait la RN 79 (km 41)